# Lacazette (Rapper)/Diskografie
Diese Diskografie ist eine Übersicht über die musikalischen Werke des deutschen Rappers Lacazette. Seine erfolgreichsten Veröffentlichungen sind die Singles LID und HDL, die je zum Top-10-Erfolg in drei Ländern avancierten.

## Alben

### Studioalben
| Jahr | Titel Musiklabel | Höchstplatzierung, Gesamtwochen, AuszeichnungChartplatzierungen (Jahr, Titel, Musiklabel, Platzierungen, Wochen, Auszeichnungen, Anmerkungen) | Höchstplatzierung, Gesamtwochen, AuszeichnungChartplatzierungen (Jahr, Titel, Musiklabel, Platzierungen, Wochen, Auszeichnungen, Anmerkungen) | Höchstplatzierung, Gesamtwochen, AuszeichnungChartplatzierungen (Jahr, Titel, Musiklabel, Platzierungen, Wochen, Auszeichnungen, Anmerkungen) | Anmerkungen                             |
| Jahr | Titel Musiklabel | DE | AT | CH | Anmerkungen                             |
| ---- | ---------------- | --- | --- | --- | --------------------------------------- |
| 2024 | LID Selbstverlag | DE5 (… Wo.)DE | AT24 (… Wo.)AT | CH10 (… Wo.)CH | Erstveröffentlichung: 27. Dezember 2024 |

## Singles
| Jahr | Titel Album | Höchstplatzierung, Gesamtwochen, AuszeichnungChartplatzierungen (Jahr, Titel, Album, Platzierungen, Wochen, Auszeichnungen, Anmerkungen) | Höchstplatzierung, Gesamtwochen, AuszeichnungChartplatzierungen (Jahr, Titel, Album, Platzierungen, Wochen, Auszeichnungen, Anmerkungen) | Höchstplatzierung, Gesamtwochen, AuszeichnungChartplatzierungen (Jahr, Titel, Album, Platzierungen, Wochen, Auszeichnungen, Anmerkungen) | Anmerkungen                                   |
| Jahr | Titel Album | DE | AT | CH | Anmerkungen                                   |
| ---- | ----------- | --- | --- | --- | --------------------------------------------- |
| 2024 | H&K LID     | DE15 (11 Wo.)DE | AT22 (9 Wo.)AT | CH34 (7 Wo.)CH | Erstveröffentlichung: 24. Mai 2024            |
| 2024 | AZR LID     | DE— aDE | — | — | Erstveröffentlichung: 14. Juni 2024           |
| 2024 | 8HT LID     | — | — | — | Erstveröffentlichung: 28. Juni 2024           |
| 2024 | SCH LID     | DE— bDE | — | — | Erstveröffentlichung: 12. Juli 2024 feat. Jr. |
| 2024 | PKS LID     | DE87 (3 Wo.)DE | — | — | Erstveröffentlichung: 2. August 2024          |
| 2024 | CUP LID     | DE9 (11 Wo.)DE | AT23 (4 Wo.)AT | CH32 (3 Wo.)CH | Erstveröffentlichung: 23. August 2024         |
| 2024 | FTW LID     | DE7 (8 Wo.)DE | AT11 (6 Wo.)AT | CH30 (5 Wo.)CH | Erstveröffentlichung: 13. September 2024      |
| 2024 | LID         | DE3 (18 Wo.)DE | AT3 (13 Wo.)AT | CH6 (8 Wo.)CH | Erstveröffentlichung: 27. September 2024      |
| 2024 | HDL LID     | DE2 (6 Wo.)DE | AT2 (5 Wo.)AT | CH8 (4 Wo.)CH | Erstveröffentlichung: 18. Oktober 2024        |
| 2024 | BBB LID     | DE41 (1 Wo.)DE | — | — | Erstveröffentlichung: 14. November 2024       |
| 2024 | LAK LID     | DE17 (2 Wo.)DE | AT35 (1 Wo.)AT | CH53 (1 Wo.)CH | Erstveröffentlichung: 15. November 2024       |
| 2024 | S&S LID     | DE18 (8 Wo.)DE | AT29 (2 Wo.)AT | CH26 (3 Wo.)CH | Erstveröffentlichung: 29. November 2024       |
| 2024 | WER LID     | DE60 (1 Wo.)DE | — | — | Erstveröffentlichung: 13. Dezember 2024       |
| 2024 | ICH LID     | DE21 (3 Wo.)DE | AT51 (2 Wo.)AT | CH69 (2 Wo.)CH | Erstveröffentlichung: 26. Dezember 2024       |
| 2025 | MNG –       | DE8 (5 Wo.)DE | AT9 (4 Wo.)AT | CH16 (3 Wo.)CH | Erstveröffentlichung: 24. Januar 2025         |
| 2025 | 20S –       | DE33 (1 Wo.)DE | — | CH92 (1 Wo.)CH | Erstveröffentlichung: 7. Februar 2025         |
| 2025 | PPP –       | DE32 (2 Wo.)DE | AT60 (1 Wo.)AT | CH84 (1 Wo.)CH | Erstveröffentlichung: 28. Februar 2025        |
| 2025 | RAP –       | DE15 (4 Wo.)DE | AT18 (3 Wo.)AT | CH32 (2 Wo.)CH | Erstveröffentlichung: 3. April 2025           |
| 2025 | CHO –       | DE15 (6 Wo.)DE | AT23 (5 Wo.)AT | CH35 (1 Wo.)CH | Erstveröffentlichung: 24. April 2025          |
| 2025 | F20 –       | DE28 (2 Wo.)DE | AT46 (1 Wo.)AT | CH100 (1 Wo.)CH | Erstveröffentlichung: 23. Mai 2025            |
| 2025 | LKW –       | DE30 (2 Wo.)DE | — | — | Erstveröffentlichung: 13. Juni 2025           |
| 2025 | CLS –       | DE65 (1 Wo.)DE | — | — | Erstveröffentlichung: 4. Juli 2025            |
| 2025 | XOX –       | DE41 (2 Wo.)DE | AT74 (1 Wo.)AT | — | Erstveröffentlichung: 18. Juli 2025           |
| 2025 | 15P –       | DE67 (… Wo.)DE | — | — | Erstveröffentlichung: 8. August 2025          |

## Musikvideos
| Jahr | Titel | Regie        |
| ---- | ----- | ------------ |
| 2024 | H&K   | Orkan Çe     |
| 2024 | AZR   | DavinciM4    |
| 2024 | 8HT   | Juloks.files |
| 2024 | SCH   | DavinciM4    |
| 2024 | PKS   | DavinciM4    |
| 2024 | CUP   | Orkan Çe     |
| 2024 | FTW   | DavinciM4    |
| 2024 | LID   | DavinciM4    |
| 2024 | HDL   | DavinciM4    |
| 2024 | LAK   | Orkan Çe     |
| 2024 | S&S   | MacDuke      |
| 2024 | WER   | Orkan Çe     |
| 2024 | ICH   | DavinciM4    |
| 2025 | MNG   | DavinciM4    |
| 2025 | 20S   | Juloks.files |
| 2025 | PPP   | Orkan Çe     |
| 2025 | RAP   | DavinciM4    |
| 2025 | CHO   | MacDuke      |
| 2025 | F20   | MacDuke      |
| 2025 | LKW   | 4wibs        |
| 2025 | CLS   | DavinciM4    |
| 2025 | XOX   | DavinciM4    |
| 2025 | 15P   | Orkan Çe     |

## Statistik

### Chartauswertung
|                     | DE    | AT    | CH    |
| ------------------- | ----- | ----- | ----- |
| Nummer-eins-Alben   | DE—DE | AT—AT | CH—CH |
| Top-10-Alben        | DE1DE | AT—AT | CH1CH |
| Alben in den Charts | DE1DE | AT1AT | CH1CH |

|                       | DE     | AT     | CH     |
| --------------------- | ------ | ------ | ------ |
| Nummer-eins-Singles   | DE—DE  | AT—AT  | CH—CH  |
| Top-10-Singles        | DE4DE  | AT3AT  | CH2CH  |
| Singles in den Charts | DE21DE | AT14AT | CH14CH |